# Этнический анклав
Этнический анклав — (лат. inclavatus — «закрытый, запертый») — небольшая часть географической территории с высокой этнической концентрацией, характерной культурной самобытностью и экономической деятельностью. Подавляющее большинство жителей являются представителями одной этнической общины. Термин обычно используется для обозначения жилой зоны или рабочей области с высокой концентрацией этнических фирм.

## Причины появления этнических анклавов
1. миграционное перемещение этнических общностей;
2. стремление к объединению одного этноса на территории чужой страны;
3. принудительное территориальное сосредоточение представителей определенной этнической группы.

## История
Исторически, формирование этнических анклавов было результатом различных социально-экономических факторов, которые привлекают иммигрантов в разных странах. Однако, отсутствие доступа к экономическим капиталам и знаниями относительно жилых кварталов могут ограничить вновь прибывших иммигрантов в районы доступного жилья. Националистическое настроение в стране, в которую прибывают иммигранты, может их вынуждать сосредотачиваться в определенных районах, где жителями являются люди того же или схожего этноса.
Социальная динамика, например предрассудки и расизм могут концентрироваться соотечественников в регионах, которые показывают этническую схожесть. Жилищная дискриминация может также предотвратить этнические меньшинства поселиться в конкретной жилой площади за пределами анклава. При обсуждении этнический анклав определяя его как пространственный кластер предприятий, успех и рост во многом предсказал три фактора. К этим факторам относятся: 1) размер и население анклава; 2) уровень предпринимательских навыков в анклавах и 3) наличие финансовых средств в анклавах. Успешные анклавы могут достигнуть точки, где они становятся самодостаточными, или «институционально полными» за счет поставок новых иммигрантов и спрос на товары, предлагаемых на рынке.
Термин «этнический анклав» возник в ответ на публикацию Алехандро Портес и Кеннетом Уилсоном в 1980 году. Портес и Уилсон определили третий рынок труда, в котором кубинские эмигранты в Майами приняли участие. Совокупность малых предприятий иммигрантов, как трудоустройство для новых иммигрантов была определена как экономика анклава.

## Теории

### Анклав как часть экономики
Наблюдения над кубинским этническим анкловом в Майами помогли сделать вывод Алехандро Портес и Кеннет Уилсону, что участие в экономике анклав обеспечивает иммигрантам возможность быстрого достижения экономической стабильности в принимающем обществе. Портер и Уилсон одни из первых обратили внимание на данное явление, которое они назвали как гипотеза этнического анклава, в дальнейшем оно стало объектом различных работ на эту тему. Термин «этнический анклав» стал широко использоваться для обозначения двух различных определений: экономика анклава или жилой район с высокой концентрацией определенного этноса. Наиболее фундаментальным понятием в рамках гипотезы анклава -это социальный капитал, который закладывает основу для создания сетей мигрантов и преимущества, связанные с ними.

### Кумулятивная причинность
С ростом глобализации и упрощением международных перевозок возросло число этнических анклавов, а вместе с этим и само понятие миграция изменилось. «Новые» иммигранты теперь не должны иметь большие затраты для переезда в другую страну, так как объединенные ресурсы соотечественников в этой стране могут быть стартовым капиталом для развития, в связи с этим увеличивается мобильность. По данным Дуглас Мэсси, «построение сетей в процессе миграции является самовоспроизводящееся импульсом, что приводит к его росту с течением времени, несмотря на различия в заработной плате, спады, а также ограничительную иммиграционную политику.» Многие изученные пути бывших иммигрантов становятся доступными для членов анклава, что упрощает иммиграцию для будущих поколений. Путем создания дальнейшей иммиграции, миграция приводит к собственному кумулятивной причинности во времени.

## Режимы включения
Подход, который анализирует этнические анклавы и их членов по их режимам включения, предпочтительнее использовать неоклассической модели, которая гласит, что экономический успех иммигрантов зависит от образования, опыта работы и других элементов человеческого капитала, которыми они обладают. Социологи пришли к выводу, что этих факторов недостаточно для объяснения интеграции и успеха иммигрантов, измеряя их через профессиональную мобильность и доход.

### Социальный
По прибытии в чужую страну, иммигранты сталкиваются с трудностями в усвоении и интеграции процессов и, следовательно, испытывают различные режимы и уровни интеграции в принимающем обществе. Сегментированная модель ассимиляции отмечает, что может существовать «сознательное плюралистическое общество, в котором существует разнообразие субкультур, расовая и этническая самобытность может сосуществовать».
Одним из значимых факторов в путешествие иммигранта является наличие родственников или друзей в принимающей стране. Друзья и семья, образовывая родственную сеть, готовы помочь вновь прибывшему — это может быть классифицированы как тип капитала обычно называемый социальный капитал. По прибытии, многие иммигранты не имеют доступа к человеческому капиталу и, таким образом, полагаются на любой доступный источник социального капитала. Затраты на иммиграцию большая, однако это бремя может быть общим и, следовательно, облегчит доступ иммигрантов к социальным капитала в принимающей стране. Родственники в принимающей стране могут оказать помощь не только физически и экономически, но и эмоционально и социально-психологически, что играет тоже огромную роль.
Этническая идентичность
Методы ассимиляции и доступа к социальному капиталу различаются между и даже внутри этнических групп. Различные факторы могут влиять на индивидов этнической идентичности, в том числе их социального класса и социальных сетей, доступных для них. Как предположила социолог Мария С. Уотерс, уровень вовлеченности родителей в этнических организациях или их деятельности в значительной степени влияет на развитие этнической идентичности своих детей. Это важно отметить, поскольку второе поколение иммигрантов должны активно работать, чтобы идентифицировать себя со своей этнической группой.

### Экономика
Процессы экономики анклавов может быть понят полностью, только с помощью социологической точки зрения, которая опирается на экономическую социологию и социологию иммиграции. Этнические анклавы, сформировывают общий запас социального капитала, с помощью которого члены имеют доступ к ресурсам и снижают затраты на миграцию. Экономическая помощь членам анклава выражается через предоставления рабочего места, кредиты для малого бизнеса и других форм экономической помощи. Барьеры входа в экономику анклава значительно снижены из-за национально-ориентированный характер предприятий и фирм. Товары и услуги, как правило, будут предложены на языке этого анклава. Кроме того, социальные и культурные нормы, характерные для принимающей страны не требуется занятых в экономике анклава. Таким образом, этно-специфика экономики анклава делает их привлекательными для новых иммигрантов, которым не хватает социальных и культурных навыков, необходимых для интеграции в экономику стран.
Вход в экономику анклава зависит от условий регистрации, с которой сталкивается индивид. Неблагоприятные режимы интеграции в общество принимающей страны обеспечивает стимул для иммигрантов, чтобы войти в неформальную экономику. Дискриминация, вражда и нехватка ресурсов может побудить иммигрантов вступать в неформальные формы занятости для выживания. Неформальность бывает благоприятным для предпринимательства иммигрантов, позволяя им обходить дорогостоящие правила. Кроме того, сфера занятости для иммигрантов значительно расширяется за счет наличия неформальных рабочих мест в экономике анклава. Неформальность экономики анклава тоже повод для риска и мошенничества. Неформальная деятельность постоянно находятся под риском обнаружения формальным сектором, что отрицательно сказывается на безопасности работы. Кроме того, из-за отсутствия нормативно-правовой базы, подсобные очие-иммигранты часто молчат о различных формах эксплуатации. Наиболее распространенная форма эксплуатации труда в странах иммигрантов-это неоплачиваемый труд. Нелегальные иммигранты особенно боятся сообщать о нарушениях трудового законодательства и эксплуатации.

### Политические/гражданские
Государственная политика по отношению к иммигрантам-это первый режим приема в принимающей стране. Правительства, как правило, применяют меры по снижению количества «нежелательных» иммигрантов, которые потенциально могут представлять нагрузку на принимающее общество и экономика. Предоставление различных статусов и виз (то есть беженцев, временных виз для студентов и работников) к группам иммигрантов влияет на тип регистрации иммигрантов. В стороне от политики ограничения иммиграции, некоторые правительства могут также принять меры к ускорению социальных и политических внедрение новых иммигрантов, а также для стимулирования экономической мобильности.
Негативное общественное мнение по отношению к иммигрантам является хорошим показателем существенных пробелов в политике правительства; однако, группы с особыми интересами могут также ограничивать политические ответы к иммиграции. Это особенно видно в либеральных демократиях, где «лоббирование влиятельными работодателеми групп, религиозных групп, этнических и иммигрантских групп защиты, и даже профсоюзов требует от правительств проводить более экспансионистскую политику в области иммиграции, даже когда экономика идет плохо и общественности в целом настроен враждебно к иммигрантам.»

## Споры об этнических анклавах
Дискурс вокруг этнических анклавов вызвал споры среди ученых, они разделились на два лагеря. Одни рассматривают роль анклава в ассимиляционной модели и вертикальной мобильности в то время как вторые рассматривают экономические последствия, связанные с членством в этнические анклавы. Непосредственные экономические и социальные преимущества, связанные с членством в этническом анклаве являются бесспорными, однако долгосрочные последствия остаются зоной неопределенности. Роль этих сетей остается неопределенной из-за того, что этнические анклавы позволяют иммигрантам успешно функционировать в принимающем обществе без существенного изменения своего уклада жизни. Как таковые, они могут либо способствовать или препятствовать натурализации в стране пребывания иммигранта. Отрицательно еще то, что это может позволить членам анклава значительно отдалиться от интеграции в новое общество и изолироваться. Участники могут обойтись без приобретения навыков, необходимых для жизни в принимающем обществе, такие как знание культурных норм и языка.

## Знаменитые этнические анклавы в мире
Чайна-таун: Йокохама, Япония
Даже в Азии есть Чайна-тауны с один из старейших в Йокохаме, Японии, недалеко от Токио, который существует больше 150 лет. Там находится более 200 ресторанов. Этот район является обязательным пунктом для посещения в Японии.
Маленькая Италия: Манхэттан, Нью Йорк
Район выходцев из Италии. В 1930-х годах там находилась одни из самых знаменитый итальянских мафиозных группировок. Сегодня там проживают примерно 6609 человек, большинство которых являются выходцами из Италии.
Греческий район: Торонто, Канада
Один из самых больших в Северной Америке район выходцев из Греции.
Маленькая Канада: Миннесота, США
Маленькая Канада была официально назначена деревней в 1953 году и был зарегистрирован как город в 1974 году в целях сохранения самобытности сообщества.
Либердаде: Сан Пауло, Бразилия
Японская эмиграция в Бразилию началась в 1908 году. Сегодня 1,3 миллиона человек японского происхождения живет в Бразилии, в основном, сосредоточены в южных Штатах Парана и Сан-Паулу.

## В массовой культуре

### Кинематограф
Однажды в Америке (англ. Once Upon a Time in America, 1984). Действо во времена сухого закона в Америке. В трущобах Нью-Йорка встретились несколько отчаянных парней, которые мечтали разбогатеть, жизнь обернулась совсем не так, как они хотели.
Китаянка (фр. La Chinoise, 1967). Любовь между подростками разных национальностей стала искрой, зажёгшей пламя войны двух районов Нью Йорка — между Маленькой Италией и Китайским кварталом.
Пляж (англ. The Beach, 2000). Американский юноша приезжает в Таиланд в поиске приключений. Его и ещё несколько парней жажда приключений привела в коммуну.
Таинственный лес (англ. The Village, 2004). Действие картины разворачивается в Пенсильвании, в конце XIX века. Вокруг небольшого посёлка Ковингтон расположен густой лес, в котором живут страшные и жестокие существа — Те, чье имя нельзя называть.
Район № 9 (англ. District 9, 2009). Пришельцы оказались беженцами со своей собственной планеты, и пока мировое сообщество решало, что с ними делать дальше, для них был организован временный лагерь в южноафриканском Районе номер 9.